# PC de Oliveira
Paulo César de Oliveira, mais conhecido como PC de Oliveira, ou PC Oliveira (Araraquara, 6 de setembro de 1960), é um ex-jogador de futebol, ex-jogador de futsal, treinador de futsal e treinador de futebol. Consagrou-se no futsal, onde conquistou vários títulos e foi campeão mundial como técnico da Seleção Brasileira de Futsal na Copa do Mundo de Futsal de 2008. Desde 2016, também vem trabalhando no futebol de campo. Atualmente é coordenador técnico do Internacional.

## Carreira
PC começou sua carreira inicialmente como jogador de futebol de campo, na Associação Ferroviária de Esportes, time de sua cidade natal, em 1977. Em 1985, mudou para o futsal e começou a jogar na equipe do Gercan.  Jogava como meia no futebol de campo; e no futsal passou a jogar como fixo. Logo chamou a atenção do técnico Alexandre Zilles, que o levou para o Rio Grande do Sul. Lá, PC jogou no time de futsal do Grêmio Foot-ball Porto Alegrense, da Enxuta Futsal, da Itaqui e do Perdigão Futsal.  Parou de jogar em meados dos anos 1990.
Em 1994, começou a trabalhar como treinador de futsal na Itaqui e desde então seguiu carreira como técnico. Seu segundo clube foi o Russo Preto, no interior do Rio Grande do Sul, em 1995. No ano seguinte, foi para o Internacional de Porto Alegre, onde conquistou seus primeiros títulos como técnico e começou a se destacar no cenário nacional. No Internacional, PC foi campeão da Liga Futsal e do Mundial de Clubes em 1996. Após duas temporadas, deixou o clube e foi para o Ulbra, onde também teve uma passagem muito boa. No Ulbra, foi campeão estadual e conquistou a Liga Futsal mais três vezes, em 1998, 2002 e 2003. Com isso, PC é um dos maiores vencedores da Liga Futsal, com quatro títulos - um pelo Internacional e três pelo Ulbra. Em 2004, foi técnico do Playas de Castellón da Espanha. 
Em 2005, PC assumiu como técnico da Seleção Brasileira de Futsal. Na seleção, conquistou vários títulos, entre eles o mais importante de sua carreira, a Copa do Mundo de Futsal de 2008, no Brasil. Este título mundial teve maior valor por ser em casa e por ter tirado o Brasil de uma espera de 12 anos sem vencer a competição. PC deixou a seleção em 2009, devido a divergências com membros da CBFS, que não concordavam com sua forma de trabalho. Na época, PC também não mantinha bom relacionamento com a CBFS e com alguns jogadores que disputaram o Mundial de 2008. Mas saiu da seleção com retrospecto favorável: em 155 jogos, foram 149 vitórias, 5 empates e apenas uma derrota. 
Logo após deixar a seleção, PC assumiu o comando do Corinthians. Ficou no clube por três anos. No Corinthians, PC buscou reestruturar o futsal do clube e torná-lo uma potência. Conseguiu reestruturar o futsal dentro do Corinthians, alinhando o departamento de futebol de salão ao de futebol de campo. Conquistou alguns títulos pelo clube, entre eles o da Taça Brasil de Futsal. Mas não conseguiu levar o time ao título da Liga Futsal, o que para PC era muito importante para a reestruturação do clube.   Deixou a equipe após a eliminação nas semifinais da Liga Futsal de 2012. 
PC passou o ano de 2013 fazendo um curso de formação em diretor esportivo na Real Federación Española de Fútbol e também trabalhou como instrutor de futsal para a FIFA. Em maio de 2014, voltou ao Brasil e assumiu como técnico do Marechal Rondon.  Mas foi demitido do clube em outubro, devido à participação ruim do time na Liga Futsal. 
Em janeiro de 2015, PC de Oliveira assumiu como técnico do Sorocaba. Na equipe, voltou a trabalhar com Falcão, que já comandara quando era técnico da seleção brasileira. Em 21 de abril, deixou o clube, devido a problemas particulares. Um mês depois, PC de Oliveira retornou ao cargo de técnico da Seleção Brasileira de Futsal.  No entanto, quando PC retornou, a seleção passava por uma crise: jogadores se recusavam a jogar pela seleção e criticavam a CBFS, reivindicando melhorias para o futsal no Brasil. A crise paralisou a seleção brasileira, fazendo-a ficar sem jogar entre novembro de 2014 e agosto de 2015. Devido a falta de acordo entre as partes, PC de Oliveira deixou a seleção brasileira no dia 19 de julho. Desta vez, saiu não tendo comandado o Brasil em nenhuma partida e não realizou uma convocação sequer. 
Em maio de 2016, PC de Oliveira se tornou coordenador técnico da Associação Ferroviária de Esportes, clube onde começou toda a sua carreira.  Assim, volta a trabalhar no futebol de campo, sendo responsável pela coordenação de metodologia de treinos da Ferroviária. 
Durante a Copa do Mundo de Futsal de 2016, realizada na Colômbia, PC ministrou um curso da FIFA para treinadores de futsal. 
No dia 5 de janeiro de 2017, PC de Oliveira, pela terceira vez, assumiu como técnico da Seleção Brasileira de Futsal. Retornou defendendo uma reformulação no futsal brasileiro. No dia 29 de janeiro de 2017, a seleção brasileira, em seu primeiro jogo após o retorno de PC, venceu a Catalunha por 4 a 0 em um amistoso.
Em 14 de fevereiro de 2017, após a demissão de Picoli, a Ferroviária confirmaria PC de Oliveira como seu treinador. Foi a primeira vez que PC assumiu como técnico de uma equipe no futebol de campo. Ele continuou também comandando a Seleção Brasileira de Futsal.
Após ter ajudado a evitar que a Ferroviária fosse rebaixada no Campeonato Paulista, PC deixou o comando da equipe para dirigir a Seleção Brasileira de Futsal na Copa América de Futsal de 2017, na Argentina. O Brasil conquistou o título ao derrotar a própria Argentina na final, de virada, na prorrogação. Pouco depois, PC de Oliveira retornou ao comando da Ferroviária e assinou contrato até 2019.  Até aqui, PC era técnico da Ferroviária no futebol de campo e da seleção de futsal simultaneamente. Mas, em junho de 2017, a CBFS anunciou que PC de Oliveira não continuaria na seleção, já que o treinador assumiu compromisso com a Ferroviária e seria difícil manter as duas coisas.  No dia 31 de julho de 2017, a CBFS anunciou a entrada de Marquinhos Xavier no lugar de PC como técnico. PC disse que a CBFS não o avisou de que seria demitido da seleção e que descobriu isso pela imprensa. Ele também disse que iria à Justiça contra a entidade.
Em sua terceira passagem pela Seleção Brasileira de Futsal, o treinador comandou a equipe por 9 jogos, com 8 vitórias e 1 empate. 
No final de 2017, PC conquistou com a Ferroviária o título da Copa Paulista, terminando a temporada em alta. 
Em 2018, ajudou mais uma vez a evitar que a Ferroviária fosse rebaixada no Campeonato Paulista.  Mas, no dia 14 de maio de 2018, o treinador foi demitido da Ferroviária, após uma sequência negativa de resultados na Série D do Campeonato Brasileiro. 
Em 18 de junho de 2019, PC de Oliveira assumiu como técnico do Aimoré, seu segundo clube como treinador de futebol. Ficou no clube por pouco mais de sete meses. Após seguidos resultados negativos no Campeonato Gaúcho de 2020, o Aimoré demitiu PC no dia 2 de fevereiro.
Em abril de 2021, tornou-se assistente técnico do treinador Alex no time sub-20 do São Paulo. Em 2023, Alex e PC foram para o time do Avaí, no qual PC permaneceu como auxiliar de Alex durante a temporada.
Em 2024, tornou-se coordenador técnico do Internacional, dando continuidade a um processo de reformulação do futebol do clube.

## Títulos

### Como treinador no futsal
Internacional
- Liga Futsal: 1996
- Copa Intercontinental de Futsal: 1997

Ulbra
- Liga Futsal: 1998, 2002 e 2003
- Campeonato Gaúcho de Futsal: 2001 e 2003
- Copa Intercontinental de Futsal: 1999

Corinthians
- Liga Paulista de Futsal: 2009
- Jogos Universitários de Futsal: 2009
- Copa Metropolitana de Futsal: 2010
- Taça Brasil de Futsal: 2010

Seleção Brasileira
- Grand Prix de Futsal: 2005, 2006, 2007 e 2008
- Jogos Sul-Americanos: 2006
- Jogos da Lusofonia: 2006
- Medalha de ouro nos Jogos Pan-Americanos de 2007
- Copa América de Futsal: 2008 e 2017
- Torneio das 4 Nações: 2007
- KL World 5s Futsal: 2008
- Torneio da Hungria: 2009
- Copa do Mundo de Futsal de 2008

### Como treinador no futebol de campo
Ferroviária
- Copa Paulista de Futebol de 2017